# Višňové (powiat Nowe Miasto nad Wagiem)
Višňové (węg. Alsóvisnyó) – wieś (obec) w powiecie Nowe Miasto nad Wagiem, w kraju trenczyńskim, w zachodniej Słowacji, o populacji 177 mieszkańców (stan na 2016).

## Historia
Pierwsza pisemna wzmianka pochodzi z 1392. Nad wsią góruje zabytkowy zamek, leżący w pobliskiej wsi Čachtice.

## Geografia
Centrum wsi leży na wysokości 220 m n.p.m. Gmina zajmuje powierzchnię 5,52 km².
Wieś położona jest u stóp północnej części Małych Karpat, na której położony jest zamek. Przepływa tędy rzeka Jablonka. W miejscowości znajduje się rezerwat przyrody Čachtický hradný vrch. Oddalona jest o 9 km na południowy zachód od Nowego Miasta nad Wagiem.